# Сёмаки (Хмельницкий район)
Сёмаки́ (укр. Сьомаки́) — село на Украине, находится в Хмельницком районе Винницкой области.
Код КОАТУУ — 0524886301. Население по переписи 2001 года составляет 632 человека. Почтовый индекс — 22070. Телефонный код — 4338.
Занимает площадь 1,9 км².
В селе действует храм Успения Пресвятой Богородицы Хмельницкого благочиния Винницкой епархии Украинской православной церкви.

## Адрес местного совета
22070, Винницкая область, Хмельницкий р-н, с. Сёмаки, ул. Мира, 3